# Parc national de Zah Soo
Pour les articles homonymes, voir PNZS.
Le Parc National de Zah Soo est un parc national crée le 15 mars 2022,. Il est situé au Sud-Ouest du Tchad à proximité du Cameroun et se trouve dans une zone de transition entre milieux soudaniens et sahéliens. Avec la Réserve de Faune de Binder-léré, il fait partie du Complexe d’Aires Protégées de BinderLéré (CAPBL). Il comprend une variété unique de zones humides ainsi que les plus grandes cascades du pays, les « Chutes Zah Soo », d’une dénivellation abrupte de 45 mètres avec une superficie de 81.500 hectares.
Cette zone protégée est constituée de forêts ouvertes et de galeries forestières peuplées de grands arbres de la savane soudanaise et d’herbes vivaces, de grandes plaines inondables servant de frayères et de nurserie à de nombreux poissons, ainsi que deux lacs (Léré́ et Tréné) accueillant une riche avifaune.
Notamment grâce à la création de ce parc, l'association Chad Volunteers Organization dédiée à la valorisation du patrimoine naturel aspire à faire du pays une destination de renommée internationale. Cependant, cette ambition est freinée par une insécurité persistante qui limite les perspectives de développement.

## Écologie
Les chutes Gauthiot, dont la pente est de 45 mètres, sont des cascades qui contribuent au développement économique et touristique du Tchad. Elles sont situées a une latitude 09° 43’ Nord et Longitude 14° 34’ Est.